# Nostrzyk ząbkowany
Nostrzyk ząbkowany (Melilotus dentatus (Waldst. & Kit.) Desf.) – gatunek roślin z rodziny bobowatych (Fabaceae). Pochodzi z Azji i Europy. W Polsce jest dość rzadki.

## Morfologia

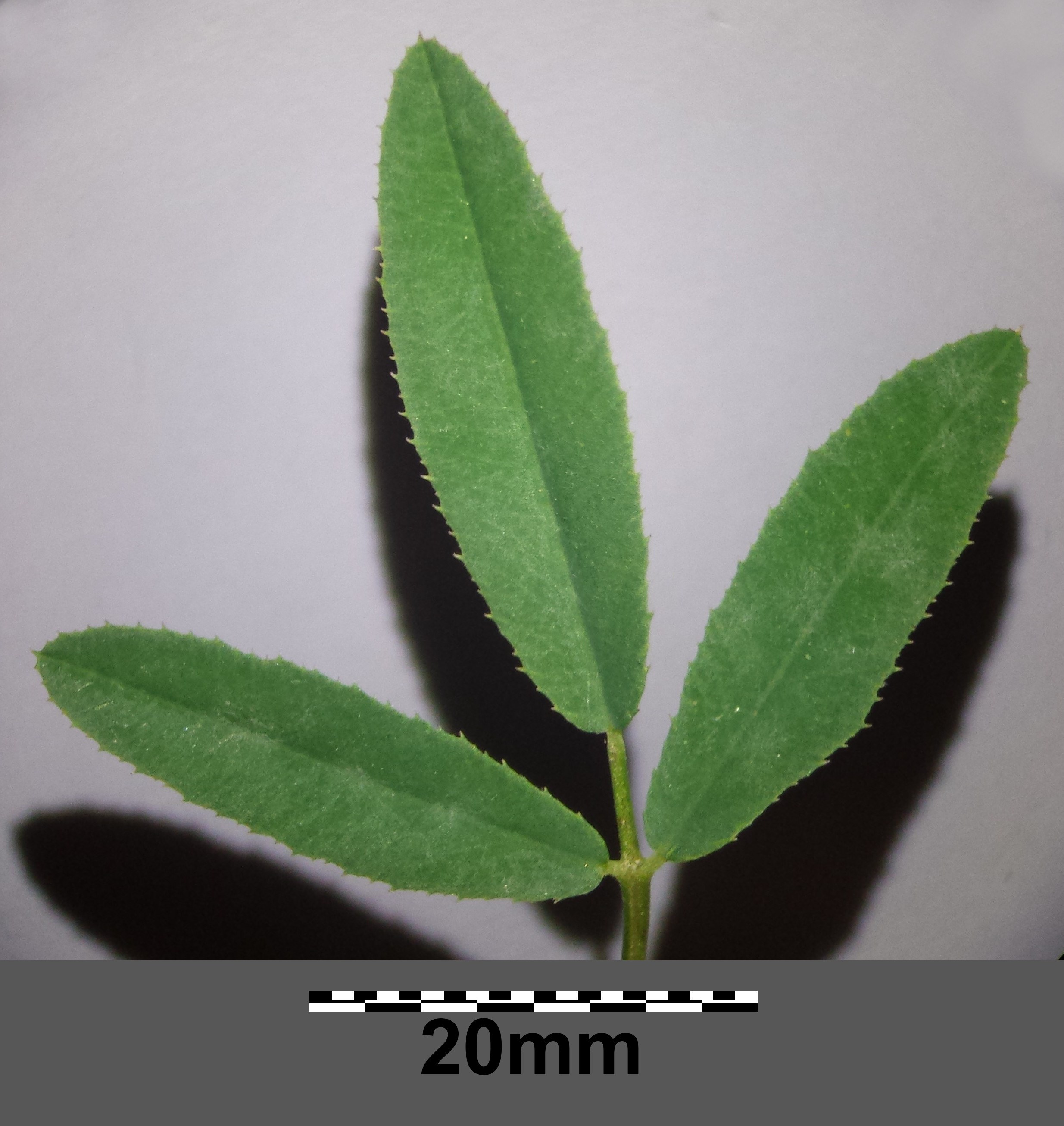
Liść

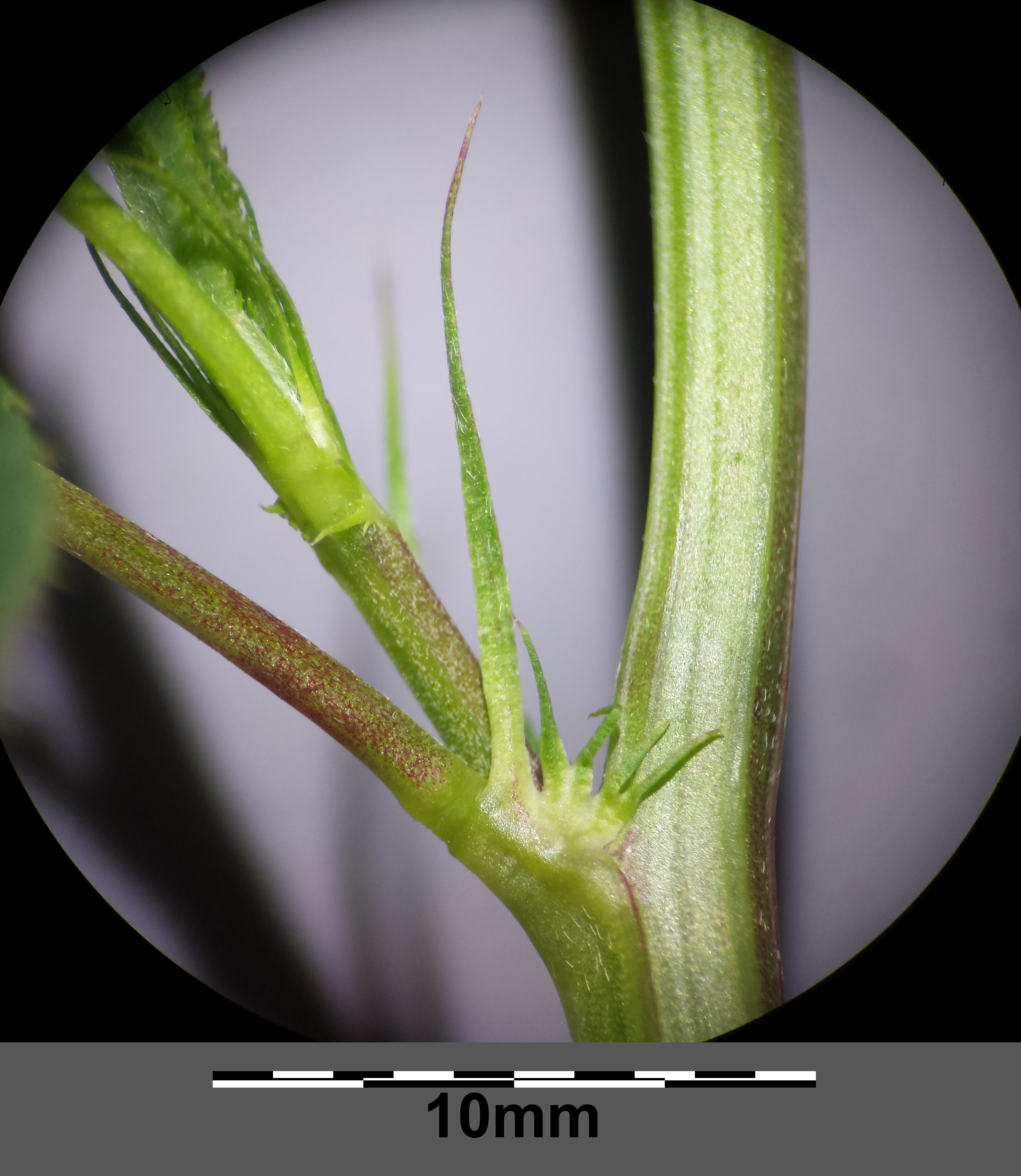
Szczeciniasto wcinane przylistki

ŁodygaDo 150 cm wysokości, owłosiona w górnej części.
LiścieListki podługowate, tępe, piłkowane. Przylistki lancetowate, szczeciniasto wcinane.
KwiatyMotylkowe, bladożółte, długości 3–3,5 mm. Łódeczka krótsza od skrzydełek. Skrzydełka krótsze od żagielka. Słupek nagi, z dwoma zalążkami.
OwocNagi, siatkowaty strąk długości około 5 mm.
Gatunki podobnePospolity nostrzyk żółty M. officinalis różni się całobrzegimi przylistkami, strąkami poprzecznie pomarszczonymi.

## Biologia i ekologia
Roślina dwuletnia, halofit. Rośnie na solniskach. Kwitnie od lipca do września.  

## Zmienność
Tworzy mieszańce z nostrzykiem wyniosłym.

## Zagrożenia
Roślina umieszczona na Czerwonej liście roślin i grzybów Polski (2006) w grupie gatunków rzadkich (kategoria zagrożenia R). W wydaniu z 2016 roku otrzymała kategorię VU (narażony).